# Aythami Ruano Vega
Aythami Ruano Vega (Las Palmas de Gran Canaria, 18 de junio de 1977) es un deportista español que compitió en judo, en la categoría de +100 kg.Ganó dos medallas en el Campeonato Europeo de Judo, oro en 2000 y plata en 2003. Tras dejar el yudo con 27 años se dedicó a la lucha canaria.

## Palmarés internacional
| Campeonato Europeo | Campeonato Europeo    | Campeonato Europeo | Campeonato Europeo |
| Año                | Lugar                 | Medalla            | Categoría          |
| ------------------ | --------------------- | ------------------ | ------------------ |
| 2000               | Breslavia (Polonia)   | Medalla de oro     | Abierta            |
| 2003               | Düsseldorf (Alemania) | Medalla de plata   | +100 kg            |